# Jean Aurel
Jean Aurel (Ratosnya, 1925. november 6. – Párizs, 1996. augusztus 24.) román származású francia filmrendező és forgatókönyvíró. 1950–1994 között több mint 25 filmet rendezett, és körülbelül egy tucat filmet rendezett is.

## Életpályája
1945 után Párizsban beiratkozott a Filmművészeti Főiskolára. 1947–1949 között az IDHEC növendéke volt, ahol Augusto Genina asszisztense volt. Ezután újságíró lett; az Arts című lap számára írt filmkritikákat. 1950-től dolgozott kisfilmrendezőként.
Munkái közül kiemelkedett A Manet-ügy (1951), a nagy festő monográfiája, valamint játékfilmje, a Stendhal közismert könyve nyomán forgatott Szerelem (1964). Érdekes dokumentáris összeállítása az I. világháború archív felvételekben ábrázoló 14-18 (1965).

## Filmjei

### Forgatókönyvíróként
- A Manet-ügy (1951) (rendező is)
- Jules Verne (1952) (rendező is)
- A cél: Aden (1956)
- Az orgonás negyed (1957)
- Egy párizsi lány (1957)
- Itt a gyémánt, hol a gyémánt? (1958)
- Óh, micsoda mambó! (1959)
- Az odú (1960)
- Kantár a nyakon (1961) (rendező is)
- Szerelem (1964) (rendező is)
- Az asszonyok (1969) (rendező is)
- Menekülő szerelem (1979)
- Szomszéd szeretők (1981)
- Végre vasárnap! (1983)
- Rosine (1994)

### Filmrendezőként
- A harc Franciaországért (1964)
- 14-18 (1965)

### Színészként
- Vigyázz a bal öklödre! (1936)